# Luján Sport Club
Luján Sport Club conocido popularmente como «Luján» o «El Granate» es una institución deportiva argentina de la ciudad de Luján de Cuyo, provincia de Mendoza, cuya principal actividad es el fútbol. Fue fundado oficialmente el 15 de julio de 1922.
Participa del Torneo Regional Federal Amateur.
Disputa sus encuentros de local en el «Estadio Jardín del Bajo», del cual es propietario. Su clásico rival es el Club Atlético Chacras de Coria.

## Historia
En una modesta casona de la calle Las Piraguas al 46, hoy Lamadrid, se había reunido un grupo de jóvenes entusiastas y voluntariosos que desde hacía tiempo soñaban con la creación de un club de fútbol que también cumpliera una función social. En el acta constitutiva de aquella histórica fecha que se conserva como un preciado recuerdo puede leerse que “el objetivo es propender a la práctica del fútbol y toda otra actividad deportiva, fomentar el espíritu de sociabilidad y proporcionar a sus asociados toda clase de recreos tendientes al desarrollo físico, intelectual y moral”. De aquel encuentro habían participado Julio Serrano, que fue elegido como primer presidente y que permaneció en el cargo hasta 1931, los hermanos Casteller, Alejandro Troncoso y Francisco Lettry a los que luego se sumaron Julio Kragelund, Emilio Pargassso, Juan Belindo Benítez, Lorenzo Daziano, Gerardo Federicci y Dante Luis Girini.

### Bajo Propio
Luján Sport Club recibió de la provincia de Mendoza y en propiedad definitiva los 17.950 metros cuadrados de “bajo”, por ley mendocina.
Aun cuando lo venía ocupado a título eventual desde el mismo momento de su fundación, ya que señalamos incluso que desde 1915 allí se jugaba fútbol, lo cierto es que la propiedad legal pertenecía a la Dirección general de Escuelas.
Las gestiones de sus directivos de turno hicieron posible que Luján Sport Club entrase en posesión definitiva del terreno y que, a partir de entonces, se iniciara una nueva serie de obras. Máxime cuando ya el “bajo” era propio.

### Asociación Atlética Luján de Cuyo
El 4 de julio de 2000, Chacras de Coria se fusiona con Lujan Sport Club y con Mayor Drummond, tres equipos mendocinos del mismo departamento; dando como resultado la Asociación Atlética Luján de Cuyo. La Asociación Atlética Luján de Cuyo llegó a disputar 8 temporadas de este torneo. Logró estar a un paso de ascender a la Primera B Nacional y fue en el Torneo Argentino A de las temporadas 2002/2003 y 2004/2005.

#### Descenso al Torneo Argentino B
Tras sufrir una profunda crisis (Ver La disolución) en el transcurso de la temporada 2007/08 del Argentino A el club debió jugar con un plantel de jugadores provenientes de las inferiores, los cuales no pudieron hacer pie a pesar de sus esfuerzos en el Torneo Argentino A y terminaron en la Zona de Promoción por no descender. El club debió enfrentar a Central Córdoba con el que perdió 4-0 de visitante y con el que empató 1-1 de local (global 5-1 a favor del Ferroviario) por lo que un 29 de junio de 2008 la Asociación Atlética Luján de Cuyo descendió al Torneo Argentino B, tras ocho (8) años ininterrumpidos en la categoría.

#### Descenso a la Liga Mendocina de Fútbol
En la temporada 2008/09 del Argentino B el club casi desciende después de terminar último en la zona de grupos: Zona 5 (Cuyo) por lo que debió disputar un triangular para ver quien jugaba la promoción por no descender con Central Norte y Tiro Federal (Morteros) donde Luján terminaría último al perder con los dos equipos por lo que debía jugar la promoción por no descender y lo hizo contra San Jorge con el cual perdió 2-0 en Santa Fe
y al cual le ganó 5-2 en Mendoza (global 5-4 a favor del Violeta) por lo que un 30 de junio de 2009 Luján de Cuyo se mantenía en el Torneo Argentino B.
En la temporada 2009/10 del Argentino B siguió con problemas futbolísticos debido a la crisis sufrida en 2007 y terminó en la tabla general en zona promoción por no descender con 24 puntos, producto de 6 victorias, 6 empates, 16 derrotas, 24 goles a favor y 46 goles en contra, pero debido a que el club no pudo afrontar los correspondientes pagos de planillas y árbitros en partidos anteriores, el "Consejo Federal" decide aplicarle una quita de 42 puntos por lo que condena a la Asociación Atlética Luján de Cuyo a descender directamente a la Liga Mendocina de Fútbol.

#### La disolución
Todo comienza a partir del año 2007 cuando los representantes de uno de los clubes fusionados, más precisamente los de Chacras de Coria, encabezado por el señor Savina intentan dar un paso al costado y disolver la asociación ya que circulaba el rumor de una suerte de fusión de esta última con Huracán Las Heras, pero la misma fracasa ya que desde la AFA argumentan reconocer la plaza del Torneo Argentino A a la Asociación Atlética Luján de Cuyo y no a Chacras de Coria que había conseguido la plaza en el año 2000. A fines de 2007 el club sufre una profunda crisis económica y dirigencial, después de que Eduardo Bauzá (creador y gerenciador de la asociación), abandonara la institución y la dejara prácticamente en quiebra, por lo que el cuerpo técnico y los jugadores de la primera de ese entonces debieron renunciar ante la falta de avales en el pago de sueldos.
La efectiva desaparición del club se produce a fines del año 2010 cuando el club en lo futbolístico se hallaba disputando únicamente la Liga Mendocina de Fútbol, después de haber sufrido dos descensos consecutivos, por lo que quedaron por un lado Luján Sport Club y por el otro la Academia Chacras de Coria Fútbol, mientras que el Club Mayor Drummond desapareció por completo.

### Actualidad
Siguió jugando con el nombre de la Asociación Atlética pero con el color granate hasta que el 1 de enero de 2013 cuando se oficializa su vuelta con el nombre original a la Liga Mendocina.

### Primer campeonato
Para el Torneo del Interior 2013, con la vuelta de algunos históricos como Ignacio Ruiz y Lucas Martínez, entre otros, Lujan apostaba a un ascenso. Dicho ascenso no se concretó ya que el equipo por entonces dirigido por Ramón Herrera quedó eliminado en segunda ronda por Cordón del Plata de Tupungato. Ramón Herrera es despedido y asume Juan Pablo Videla con el objetivo de mantener el plantel que jugó el TDI y ganar la liga. Finalmente, el lunes 14 de octubre ante 3500 personas que se movilizaron hasta el Estadio Víctor Legrotaglie, Luján vence 2 a 1 a Gimnasia con ambos goles de Lucas Martínez y logra su primera estrella en el fútbol doméstico.

### Campeón del Torneo del Interior y ascenso Torneo Federal B
Con el campeonato de liga obtenido, Lujan clasifica al Torneo del Interior. Con la idea del mantener el mismo plantel que obtuvo dicho torneo (solo arribaron 3 refuerzos), el granate supera la primera fase sin sobresaltos ganando todos sus partidos. En cuartos de final supera a Átletico San José de Tugungato por un global de 8 a 2. En semis vuelve a enfrentar al Cicles club Lavalle, equipo al que había enfrentado el primera fase imponiéndose por un global de 5 a 1 producto de la victoria 3 a 1 en Lavalle y 2 a 0 en el Jardín del Bajo. En la final, Lujan tiene que jugar ante un rival que no estaba en los planes de nadie: Atenas de Río IV. En la final de ida se impone 2 a 1 con goles Lautario Valdivia y Mauricio Chávez descontando Leonardo Iorlano para la visita. En la final de vuelta pierde 1 a 0 y la definición se va a penales donde la figura de Marcos Tobar atajando 2 penales determina el tan ansiado ascenso granate al Torneo Federal B.
Al día siguiente de haber realizado la epopeya, el plantel regresó de Córdoba y miles de lujaninos salieron a las calles a recibir al plantel campeón. A
Plantel 2022
Marcos Tobar; Alejandro Echave; Morales; Damián Lazzaro; Mario Guerra; Romero; Manuel Sosa; Agüero; Zarate; Facundo Bailo; De la Cruz; Bruno Magnani; Emanuel Saez; Nicolás Bordón; Rodrigo Medina; Gonzalo Bazán; Juan Cruz Santander; Lautaro Márquez; Gustavo Rigazzi; Alex Aguado; Francisco Mancinelli; Emanuel Muñoz; Juan Álvarez; Matías Guiñazú; Matías Aguilera; Omar Echave; Horacio Aguilera; Cristian Villarreal; Kevin García; Uriel Rodríguez; Paulo Barroso; Lucas Torres; Gastón Loyola; Enzo Cecaes

## Datos del club
- Temporadas en Primera División: 0
- Temporadas en Segunda División: 0
- Temporadas en Tercera División: 1
  - Torneo del Interior: 1 (1986)
- Temporadas en Cuarta División: 7
  - Torneo Federal B: 5 (2014 - 2017)
  - Torneo Regional Federal Amateur: 2 (2022/23 - 2023/24)
- Temporadas en Quinta División: 4
  - Torneo del Interior: 4 (2011 - 2014)

## Palmarés
| Torneos Nacionales           | Torneos Nacionales                          | Torneos Nacionales |
| Competición                  | Títulos                                     | Subcampeonatos     |
| Quinta División              | Quinta División                             | Quinta División    |
| ---------------------------- | ------------------------------------------- | ------------------ |
| Torneo del Interior (1/0)    | 2014                                        |                    |
| Torneos Regionales           |                                             |                    |
| Competición                  | Títulos                                     | Subcampeonatos     |
| Liga Mendocina de Fútbol (1) | 2013                                        |                    |
| Segunda División de LMF (6)  | 1938, 1951,1963, 1980, 1985, 1992-A, 1997-C |                    |
| Torneo Preparación (1)       | 1960                                        |                    |
| Torneos amistosos            |                                             |                    |
| Competición                  | Títulos                                     | Subcampeonatos     |
| Torneo Zonal del Vino (1)    | 1977                                        |                    |